# Erysimum siliculosum
Erysimum siliculosum (жовтушниця стручкова як Syrenia siliculosum, сиренія стручкова як Syrenia siliculosum) — вид рослин з родини капустяних (Brassicaceae), поширений у Євразії від Молдови до Сіньцзяну.

## Опис
Дворічна рослина 20–60 см заввишки. Листки лінійні, густо вкриті 2-роздільними волосками, сірі. Стручки овальні або довгасті, 4-гранні, білувато-сіруваті, 5–10(12) × 2–3 мм. Трава дворічна або багаторічна, 30–90(100) см заввишки. Суцвіття щиткоподібні, густо-квіткові. Чашолистки довгасті-лінійні, (6)7–9(10) × 1–2 мм, об'єднані, стійкі після зрілості плодів. Пелюстки яскраво-жовті, зворотнояйцеподібні або широко лопатоподібні, (1.1)1.4–1.8(2) см × 5–8 мм, верхівка округла. Насіння довгасте, 1.1–1.4 × 0.7–0.9 мм. 2n = 14

## Поширення
Поширений у Євразії від Молдови до Сіньцзяну.
В Україні вид зростає на пісках у долинах річок — у Лісостепу, рідко; на півдні Степу, нерідко.